# Anders Andersen
Anders Peter Andersen (26 de octubre de 1881 - 19 de febrero de 1961) fue un luchador del deporte danés que compitió en los Juegos Olímpicos de 1908 y en los Juegos Olímpicos de 1912.
En 1908 ganó la medalla de bronce en la categoría grecorromana de peso medio.
Cuatro años más tarde fue eliminado en la segunda ronda de la competición grecorromana de peso medio. Andersen fue miembro del AK Dan en Copenhague.